# 2010 GB174

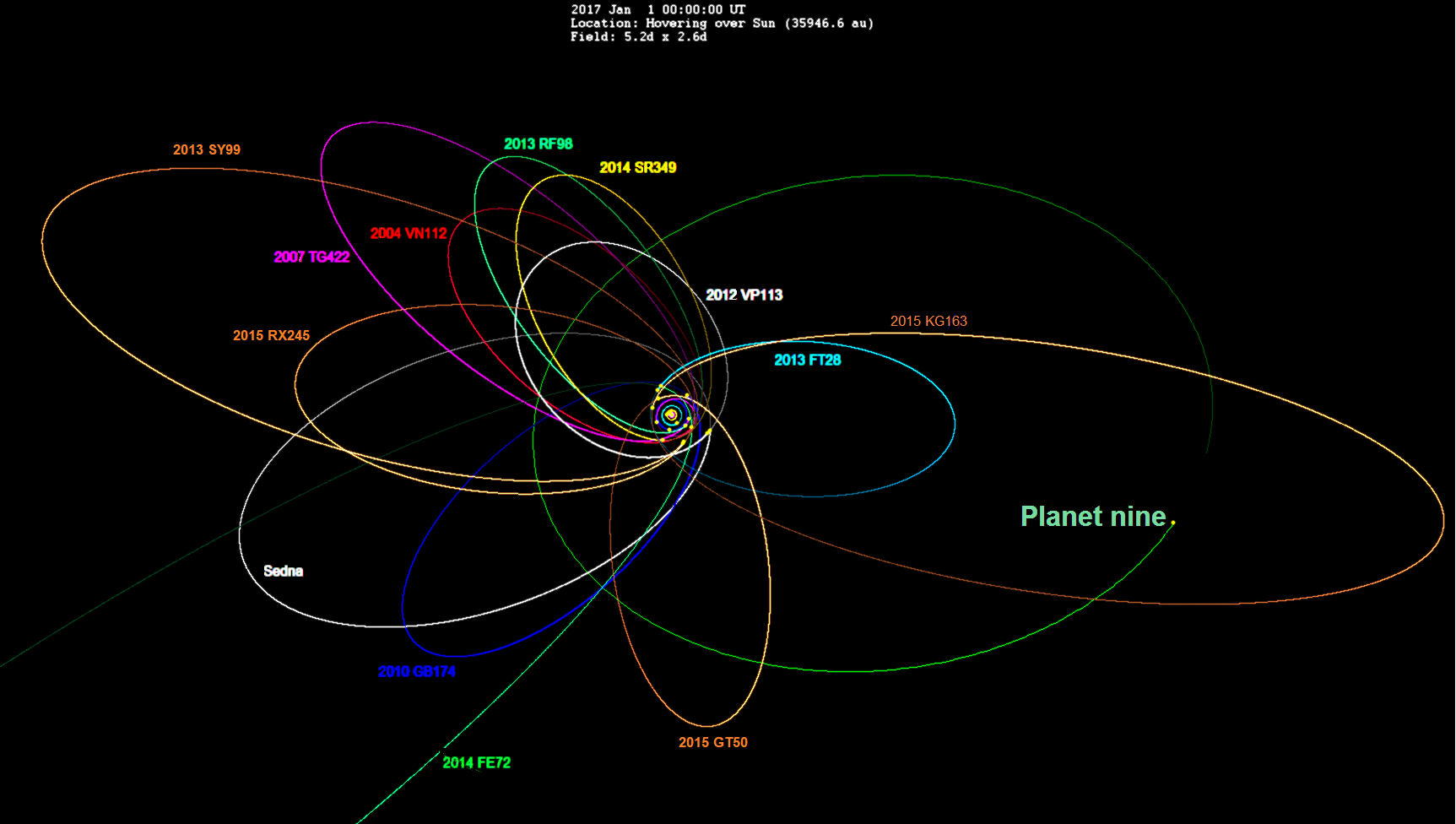
Quỹ đạo của 2010 GB174 với các vật thể khác: 2012 VP113, 2013 RF98, 2013 SY99, 2007 TG422, 2015 RX245, 2014 FE72, 2013 FT28, 2015 KG163, 90377 Sedna, 2004 VN112, 2015 GT50 và Hành tinh thứ chín.

2010 GB174 là một thiên thể ngoài Hải Vương Tinh. Nó được khám phá vào ngày 12 tháng 4 năm 2010 tại Mauna Kea. Nó không bao giờ lại gần Mặt Trời quá 48.5 AU - khoảng ngoài của vành đai Kuiper. 2010 GB174 đã đến củng điểm (điểm gần Mặt Trời nhất) của mình vào năm 1952 và đã đi xa hơn 70 AU vào tháng 9 năm 2014. Nó rất có khả năng là một hành tinh lùn.

## Xem thêm

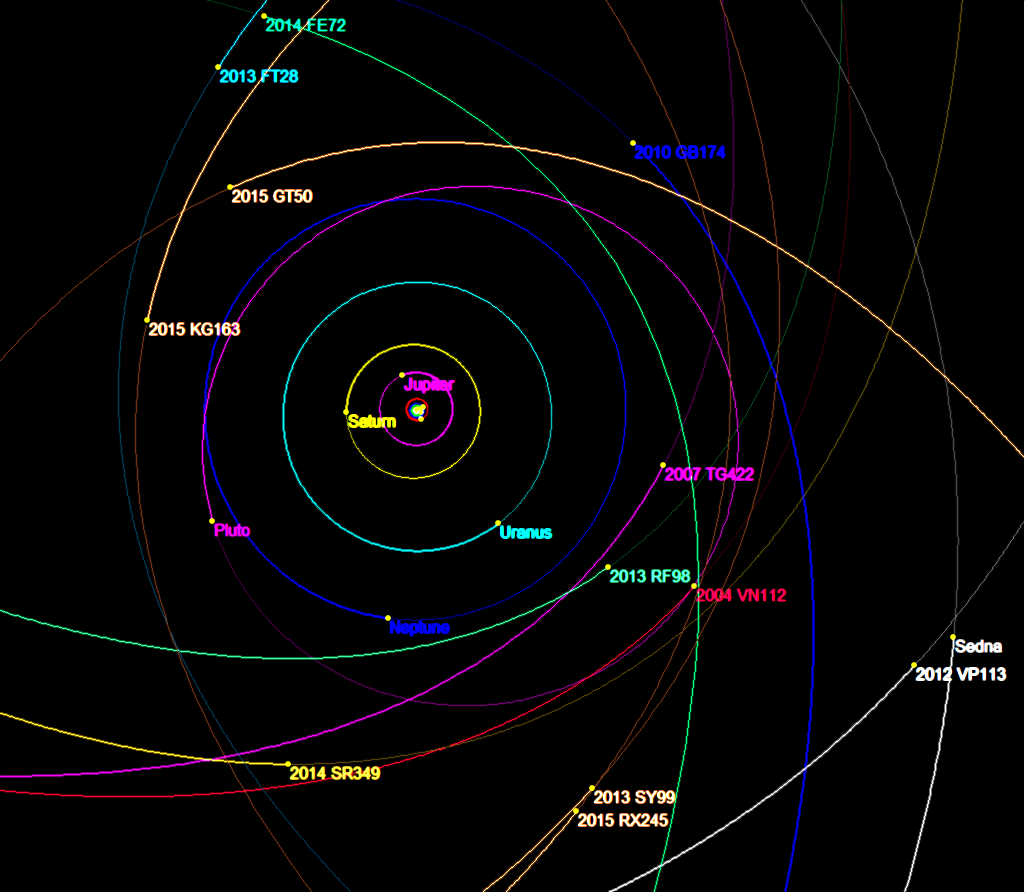
Góc nhìn từ cực bắc về quỹ đạo màu xanh lam của 2010 GB174.